# 伯索尔
伯索尔（英語：Birdsall）是位于美国纽约州阿利根尼县的一个镇，地处阿利根尼县的东北部。2010年美国人口普查时，该镇有221人。其名称来源于巡回法官约翰·伯索尔（John Birdsall）。